# Microhyla pineticola
Microhyla pineticola é uma espécie de anfíbio anuro da família Microhylidae. Está presente no Vietname. A UICN classificou-a como vulnerável.